# Draft 2003 de la NBA
2002 2004
La draft 2003 de la NBA est la 57e draft annuelle de la National Basketball Association (NBA), se déroulant en amont de la saison 2003-2004. Elle s'est tenue le 26 juin 2003 au théâtre du Madison Square Garden à New York. Un total de 58 joueurs ont été sélectionnés en 2 tours.
Lors de cette draft, les équipes de la National Basketball Association (NBA) pouvaient sélectionner des joueurs issus de NCAA et d'autres joueurs éligibles pour la première fois, tels des joueurs de lycée et de ligues étrangères. La draft fut diffusée sur ESPN à 19h30 (heure de l'est). La NBA annonça que 42 joueurs de lycée et d'université ainsi que 31 joueurs étrangers s'étaient présentés comme étant éligibles à cette draft. Les Cavaliers de Cleveland, qui avaient une probabilité de 22,50 % d'obtenir le premier choix, gagnèrent la loterie le 22 mai et le président des Cavaliers, Gordon Gund, déclara dans la foulée qu'ils sélectionneraient LeBron James. Les Pistons de Détroit et les Nuggets de Denver furent respectivement deuxième et troisième.
La draft 2003 est connue comme étant l'une des plus prolifiques avec beaucoup de joueurs qui devinrent titulaires de leurs équipes respectives. Huit ont déjà participé au NBA All-Star Game. LeBron James a été nommé NBA Rookie of the Year, puis MVP à quatre reprises et MVP des finales deux fois de suite, puis une troisième fois en 2016, et une quatrième fois en 2020. Dwyane Wade fut nommé MVP des Finales lors des Finales 2006, Boris Diaw remporta le titre de Most Improved Player en 2006 et Leandro Barbosa remporta le trophée de NBA Sixth Man of the Year en 2007,. La draft 2003 peut être comparée à la légendaire draft 1984 et à celle de 1996.
Cette draft est aussi connue pour le second choix malheureux de Darko Miličić par les Pistons, devant Carmelo Anthony, Dwyane Wade et Chris Bosh.
Chris Bosh et Dwyane Wade sont membres du Basketball Hall of Fame, en attendant l'éligibilité d'autres joueurs de cette classe de draft, qui sont à la retraite depuis peu ou encore en activité (comme LeBron James, ou Carmelo Anthony).

## Loterie de la draft
Ci-dessous les chances de chaque équipe pour la loterie de la draft 2003 :
| ^ | Signale le résultat de la loterie |

| Équipe                   | Bilan 2002-2003 | Chances d'avoir la loterie | Choix | Choix | Choix | Choix | Choix | Choix | Choix | Choix | Choix | Choix | Choix | Choix | Choix |
| Équipe                   | Bilan 2002-2003 | Chances d'avoir la loterie | 1er   | 2e    | 3e    | 4e    | 5e    | 6e    | 7e    | 8e    | 9e    | 10e   | 11e   | 12e   | 13e   |
| ------------------------ | --------------- | -------------------------- | ----- | ----- | ----- | ----- | ----- | ----- | ----- | ----- | ----- | ----- | ----- | ----- | ----- |
| Cavaliers de Cleveland   | 17-65           | 225                        | 22,5% | 21,5% | 17,8% | 35,7% | —     | —     | —     | —     | —     | —     | —     | —     | —     |
| Nuggets de Denver        | 17-65           | 225                        | 22,5% | 18,8% | 17,1% | 31,9% | 12,3% | —     | —     | —     | —     | —     | —     | —     | —     |
| Raptors de Toronto       | 24-58           | 157                        | 15,7% | 15,7% | 15,6% | 22,6% | 26,5% | 4,0%  | —     | —     | —     | —     | —     | —     | —     |
| Heat de Miami            | 25-57           | 120                        | 12,0% | 12,6% | 13,3% | 9,9%  | 35,0% | 16,1% | 1,3%  | —     | —     | —     | —     | —     | —     |
| Clippers de Los Angeles  | 28-54           | 89                         | 8,9%  | 9,7%  | 10,7% | —     | 26,1% | 36,0% | 8,4%  | 0,4%  | —     | —     | —     | —     | —     |
| Grizzlies de Memphis     | 28-54           | 64                         | 6,4%  | 7,1%  | 8,1%  | —     | —     | 44,0% | 30,4% | 4,0%  | 0,1%  | —     | —     | —     | —     |
| Bulls de Chicago         | 30-52           | 44                         | 4,4%  | 4,9%  | 5,8%  | —     | —     | —     | 59,9% | 23,2% | 1,8%  | —     | —     | —     | —     |
| Hawks d'Atlanta          | 35-47           | 29                         | 2,9%  | 2,2%  | 2,7%  | —     | —     | —     | —     | 72,4% | 19,7% | 1,1%  | —     | —     | —     |
| Knicks de New York       | 37-45           | 15                         | 1,5%  | 2,2%  | 2,7%  | —     | —     | —     | —     | —     | 78,4% | 14,3% | 0,5%  | —     | —     |
| Wizards de Washington    | 37-45           | 14                         | 1,4%  | 2,1%  | 2,5%  | —     | —     | —     | —     | —     | —     | 84,6% | 8,7%  | 0,2%  | —     |
| Warriors de Golden State | 38-44           | 7                          | 0,6%  | 0,9%  | 1,2%  | —     | —     | —     | —     | —     | —     | —     | 90,7% | 6,3%  | 0,1%  |
| SuperSonics de Seattle   | 40-42           | 6                          | 0,6%  | 0,8%  | 1,0%  | —     | —     | —     | —     | —     | —     | —     | —     | 93,5% | 3,9%  |
| Rockets de Houston       | 43-39           | 5                          | 0,5%  | 0,7%  | 0,9%  | —     | —     | —     | —     | —     | —     | —     | —     | —     | 96,0% |

## Draft
| ^ | Signale un joueur qui a été intronisé au Basketball Hall of Fame                                                                |
| * | Signale un joueur qui a été sélectionné pour au moins un match annuel NBA All-Star Game et une récompense annuelle All-NBA Team |
| + | Signale un joueur qui a été sélectionné pour au moins un match annuel NBA All-Star Game                                         |
| ° | Signale un joueur n'ayant jamais joué un match de saison régulière ou de playoffs en NBA                                        |
| R | Signale le joueur qui a remporté le titre de NBA Rookie of the Year                                                             |
| m | Signale un joueur qui a remporté le titre de MVP au cours de sa carrière                                                        |

### Premier tour
| Choix | Nom                 | Position       | Nationalité          | Équipe                                                                         | Provenance                            |
| ----- | ------------------- | -------------- | -------------------- | ------------------------------------------------------------------------------ | ------------------------------------- |
| 1     | LeBron James* R m   | Ailier         | États-Unis           | Cavaliers de Cleveland                                                         | St. Vincent - St. Mary HS (Akron, OH) |
| 2     | Darko Miličić       | Ailier fort    | Serbie-et-Monténégro | Pistons de Détroit (des Grizzlies de Memphis)                                  | Hemofarm Vrsac                        |
| 3     | Carmelo Anthony*    | Ailier         | États-Unis           | Nuggets de Denver                                                              | Syracuse                              |
| 4     | Chris Bosh^         | Ailier fort    | États-Unis           | Raptors de Toronto                                                             | Georgia Tech                          |
| 5     | Dwyane Wade^        | Arrière        | États-Unis           | Heat de Miami                                                                  | Marquette                             |
| 6     | Chris Kaman+        | Pivot          | États-Unis Allemagne | Clippers de Los Angeles                                                        | Central Michigan                      |
| 7     | Kirk Hinrich        | Meneur         | États-Unis           | Bulls de Chicago                                                               | Kansas                                |
| 8     | T.J. Ford           | Meneur         | États-Unis           | Bucks de Milwaukee (des Hawks d'Atlanta)                                       | Texas                                 |
| 9     | Michael Sweetney    | Ailier fort    | États-Unis           | Knicks de New York                                                             | Georgetown                            |
| 10    | Jarvis Hayes        | Ailier         | États-Unis           | Wizards de Washington                                                          | Georgia                               |
| 11    | Mickaël Piétrus     | Ailier         | France               | Warriors de Golden State                                                       | Pau-Orthez                            |
| 12    | Nick Collison       | Ailier fort    | États-Unis           | SuperSonics de Seattle                                                         | Kansas                                |
| 13    | Marcus Banks        | Meneur         | États-Unis           | Grizzlies de Memphis (des Rockets de Houston, transféré aux Celtics de Boston) | UNLV                                  |
| 14    | Luke Ridnour        | Meneur         | États-Unis           | SuperSonics de Seattle (des Bucks de Milwaukee)                                | Oregon                                |
| 15    | Reece Gaines        | Arrière Ailier | États-Unis           | Magic d'Orlando                                                                | Louisville                            |
| 16    | Troy Bell           | Meneur         | États-Unis           | Celtics de Boston (transféré aux Grizzlies de Memphis)                         | Boston College                        |
| 17    | Žarko Čabarkapa     | Ailier         | Serbie-et-Monténégro | Suns de Phoenix                                                                | Budućnost Podgorica                   |
| 18    | David West+         | Ailier fort    | États-Unis           | Hornets de La Nouvelle-Orléans                                                 | Xavier                                |
| 19    | Aleksandar Pavlović | Arrière Ailier | Serbie-et-Monténégro | Jazz de l'Utah                                                                 | Budućnost Podgorica                   |
| 20    | Dahntay Jones       | Arrière        | États-Unis           | Celtics de Boston (des 76ers de Philadelphie)                                  | Duke                                  |
| 21    | Boris Diaw-Riffiod  | Ailier fort    | France               | Hawks d'Atlanta (des Pacers de l'Indiana)                                      | Pau-Orthez                            |
| 22    | Zoran Planinić      | Arrière Ailier | Croatie              | Nets du New Jersey                                                             | Cibona Zagreb                         |
| 23    | Travis Outlaw       | Ailier         | États-Unis           | Trail Blazers de Portland                                                      | Starkville HS (Starkville, MS)        |
| 24    | Brian Cook          | Ailier fort    | États-Unis           | Lakers de Los Angeles                                                          | Illinois                              |
| 25    | Carlos Delfino      | Arrière        | Argentine            | Pistons de Détroit                                                             | Unión de Santa Fe                     |
| 26    | Ndudi Ebi           | Ailier         | Royaume-Uni          | Timberwolves du Minnesota                                                      | Westbury Christian HS (Houston, TX)   |
| 27    | Kendrick Perkins    | Pivot          | États-Unis           | Grizzlies de Memphis (des Kings de Sacramento via le Magic d'Orlando)          | Ozen HS (Beaumont, TX)                |
| 28    | Leandro Barbosa     | Arrière        | Brésil               | Spurs de San Antonio (transféré aux Suns de Phoenix)                           | Bauru Tilibra                         |
| 29    | Josh Howard+        | Ailier         | États-Unis           | Mavericks de Dallas                                                            | Wake Forest                           |

### Deuxième tour
| Choix | Nom                     | Position       | Nationalité          | Équipe                                                                   | Provenance                       |
| ----- | ----------------------- | -------------- | -------------------- | ------------------------------------------------------------------------ | -------------------------------- |
| 30    | Maciej Lampe            | Ailier fort    | Pologne              | Knicks de New York (des Nuggets de Denver)                               | Université Complutense de Madrid |
| 31    | Jason Kapono            | Arrière Ailier | États-Unis           | Cavaliers de Cleveland                                                   | UCLA                             |
| 32    | Luke Walton             | Ailier         | États-Unis           | Lakers de Los Angeles (des Raptors de Toronto)                           | Arizona                          |
| 33    | Jerome Beasley          | Ailier fort    | États-Unis           | Heat de Miami                                                            | North Dakota                     |
| 34    | Sofoklís Schortsanítis° | Pivot          | Grèce                | Clippers de Los Angeles                                                  | Iraklis                          |
| 35    | Szymon Szewczyk°        | Ailier fort    | Pologne              | Bucks de Milwaukee (des Grizzlies de Memphis)                            | Braunschweig                     |
| 36    | Mario Austin°           | Ailier fort    | États-Unis           | Bulls de Chicago                                                         | Mississippi State                |
| 37    | Travis Hansen           | Arrière        | États-Unis           | Hawks d'Atlanta                                                          | BYU                              |
| 38    | Steve Blake             | Meneur         | États-Unis           | Wizards de Washington                                                    | Maryland                         |
| 39    | Slavko Vraneš           | Pivot          | Serbie-et-Monténégro | Knicks de New York                                                       | Budućnost Podgorica              |
| 40    | Derrick Zimmerman       | Arrière        | États-Unis           | Warriors de Golden State                                                 | Mississippi State                |
| 41    | Willie Green            | Arrière        | États-Unis           | SuperSonics de Seattle (transféré aux 76ers de Philadelphie)             | Detroit                          |
| 42    | Zaza Pachulia           | Ailier fort    | Géorgie              | Magic d'Orlando                                                          | Ülker                            |
| 43    | Keith Bogans            | Arrière        | États-Unis           | Bucks de Milwaukee (transféré au Magic d'Orlando)                        | Kentucky                         |
| 44    | Malick Badiane°         | Ailier fort    | Sénégal              | Rockets de Houston                                                       | TV Langen                        |
| 45    | Matt Bonner             | Ailier         | États-Unis           | Bulls de Chicago (des Suns de Phoenix, transféré aux Raptors de Toronto) | Florida                          |
| 46    | Sani Bečirovič°         | Arrière        | Slovénie             | Nuggets de Denver (des Celtics de Boston)                                | Virtus Bologne                   |
| 47    | Mo Williams+            | Meneur         | États-Unis           | Jazz de l'Utah                                                           | Alabama                          |
| 48    | James Lang              | Pivot          | États-Unis           | Hornets de La Nouvelle-Orléans                                           | Central Park Christian HS        |
| 49    | James Jones             | Ailier         | États-Unis           | Pacers de l'Indiana                                                      | Miami                            |
| 50    | Paccelis Morlende°      | Meneur         | France               | 76ers de Philadelphie (transféré aux SuperSonics de Seattle)             | Dijon                            |
| 51    | Kyle Korver+            | Ailier         | États-Unis           | Nets du New Jersey (transféré aux 76ers de Philadelphie)                 | Creighton                        |
| 52    | Remon van de Hare°      | Pivot          | Pays-Bas             | Raptors de Toronto (des Lakers de Los Angeles)                           | FC Barcelona                     |
| 53    | Tommy Smith°            | Ailier fort    | États-Unis           | Bulls de Chicago (des Pistons de Détroit via le Heat de Miami)           | Arizona State                    |
| 54    | Nedžad Sinanović°       | Pivot          | Bosnie-Herzégovine   | Trail Blazers de Portland                                                | Brotnjo                          |
| 55    | Rick Rickert°           | Ailier fort    | États-Unis           | Timberwolves du Minnesota                                                | Minnesota                        |
| 56    | Brandon Hunter          | Ailier fort    | États-Unis           | Celtics de Boston (des Kings de Sacramento)                              | Ohio                             |
| 57    | Xue Yuyang°             | Pivot          | Chine                | Mavericks de Dallas (transféré aux Nuggets de Denver)                    | Hong Kong Flying Dragons         |
| 58    | Andréas Glyniadákis     | Pivot          | Grèce                | Pistons de Détroit (des Spurs de San Antonio)                            | AEK                              |

## Joueurs notables non-draftés
| Nom             | Position    | Nationalité | Provenance             |
| --------------- | ----------- | ----------- | ---------------------- |
| Matt Carroll    | Arrière     | États-Unis  | Notre Dame             |
| José Calderón   | Meneur      | Espagne     | Tau Cerámica (Espagne) |
| Marquis Daniels | Arrière     | États-Unis  | Auburn                 |
| Ronald Dupree   | Ailier      | États-Unis  | LSU                    |
| Josh Powell     | Ailier fort | États-Unis  | NC State               |
| Quinton Ross    | Ailier      | États-Unis  | SMU                    |